# Prosopita
La prosopita es un mineral de la clase de los minerales haluros. Fue descubierta en 1853 en el domo St. Peter en el estado de Colorado (EE. UU.), siendo nombrada así del griego προσωπείον -máscara-, en alusión a su pseudomorfismo.

## Características químicas
Es un fluoruro hidróxido complejo de calcio y aluminio.

## Formación y yacimientos
La prosopita puede ser una forma de alteración del topacio en rocas ricas en este mineral. También puede aparecer en pegmatitas de tipo granito con criolita, en las que aparece tanto como mineral primario como producto secundario de la alteración de la criolita.
Suele encontrarse asociado a otros minerales como: fluorita, criolita, thomsenolita, pachnolita, gearksutita, ralstonita, weberita, jarlita, siderita, hematita, casiterita, cuarzo, siderita o caolinita.